# Gargatha (Virginia)
Gargatha es un lugar designado por el censo situado en el condado de Accomack, Virginia  (Estados Unidos). Según el censo de 2010 tenía una población de 381 habitantes.

## Demografía
Según el censo de 2010, Gargatha tenía una población en la que el 58,0% eran blancos; el 33,6% afroamericanos; el 0,0% eran indios americanos y nativos de Alaska; el 1,5% eran asiáticos; el 1,0% hawaianos y otros isleños del Pacífico; el 5,5% de otra raza, y el 1,3% a partir de dos o más razas. El 12,6% del total de la población eran hispanos o latinos de cualquier raza.